# Mistrzostwa Świata w Biegu na Orientację 2011

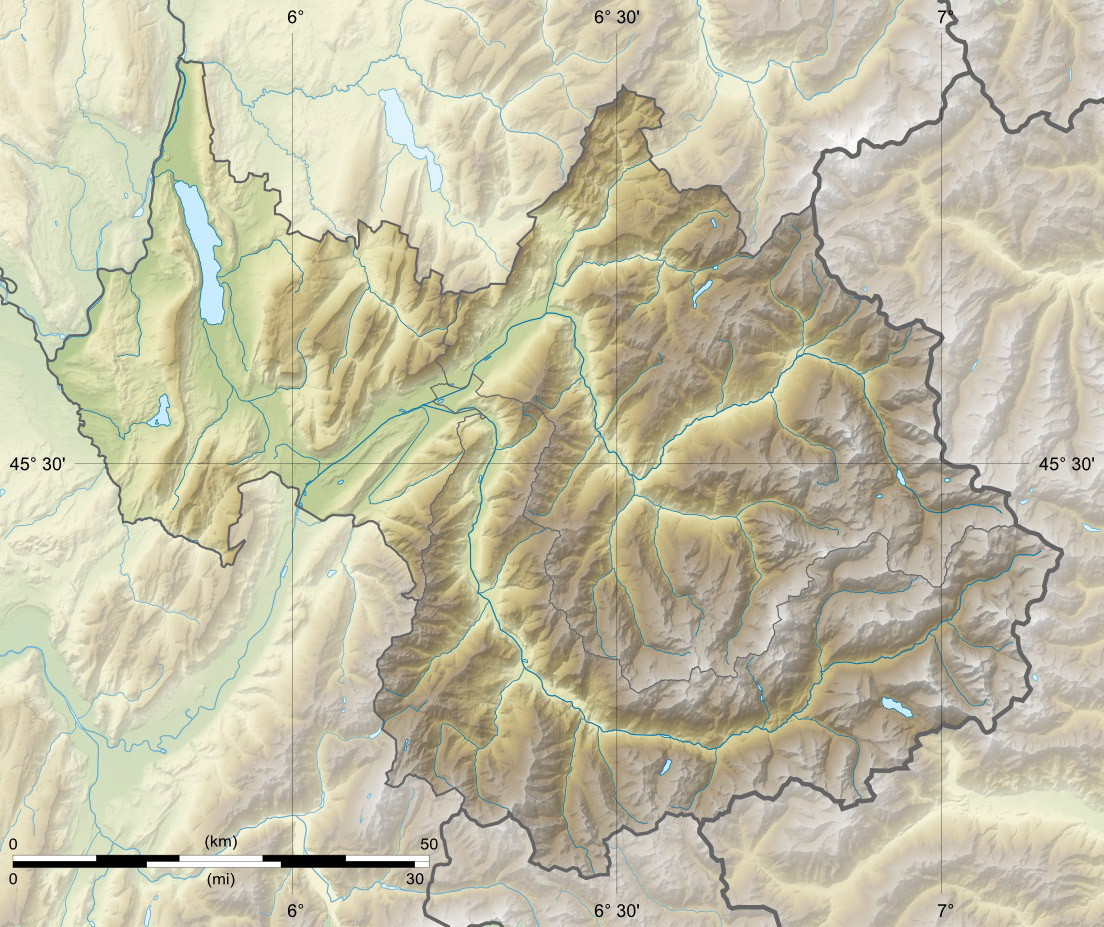
Francja - Departament Sabaudia.

XXVIII Mistrzostwa Świata w Biegu na Orientację 2011 - rozgrywane były w departamencie Sabaudia we Francji, w dniach 18-20 sierpnia 2011. W zawodach wzięły udział 55 reprezentacje (484 zawodników).

## Program zawodów
| Dzień       | Konkurencja                   | Miejsce                 |
| ----------- | ----------------------------- | ----------------------- |
| 13 sierpnia | długi dystans – kwalifikacje  | Saint-François-de-Sales |
| 14 sierpnia | średni dystans – kwalifikacje | Saint-François-de-Sales |
| 15 sierpnia | dzień wolny                   |                         |
| 16 sierpnia | sprint – kwalifikacje         | Aix-les-Bains           |
| 16 sierpnia | sprint – finał                | Chambéry                |
| 17 sierpnia | długi dystans – finał         | La Féclaz               |
| 18 sierpnia | dzień wolny                   |                         |
| 19 sierpnia | średni dystans – finał        | La Féclaz               |
| 20 sierpnia | sztafety                      | La Féclaz               |

## Wyniki

### Kobiety

#### Sprint

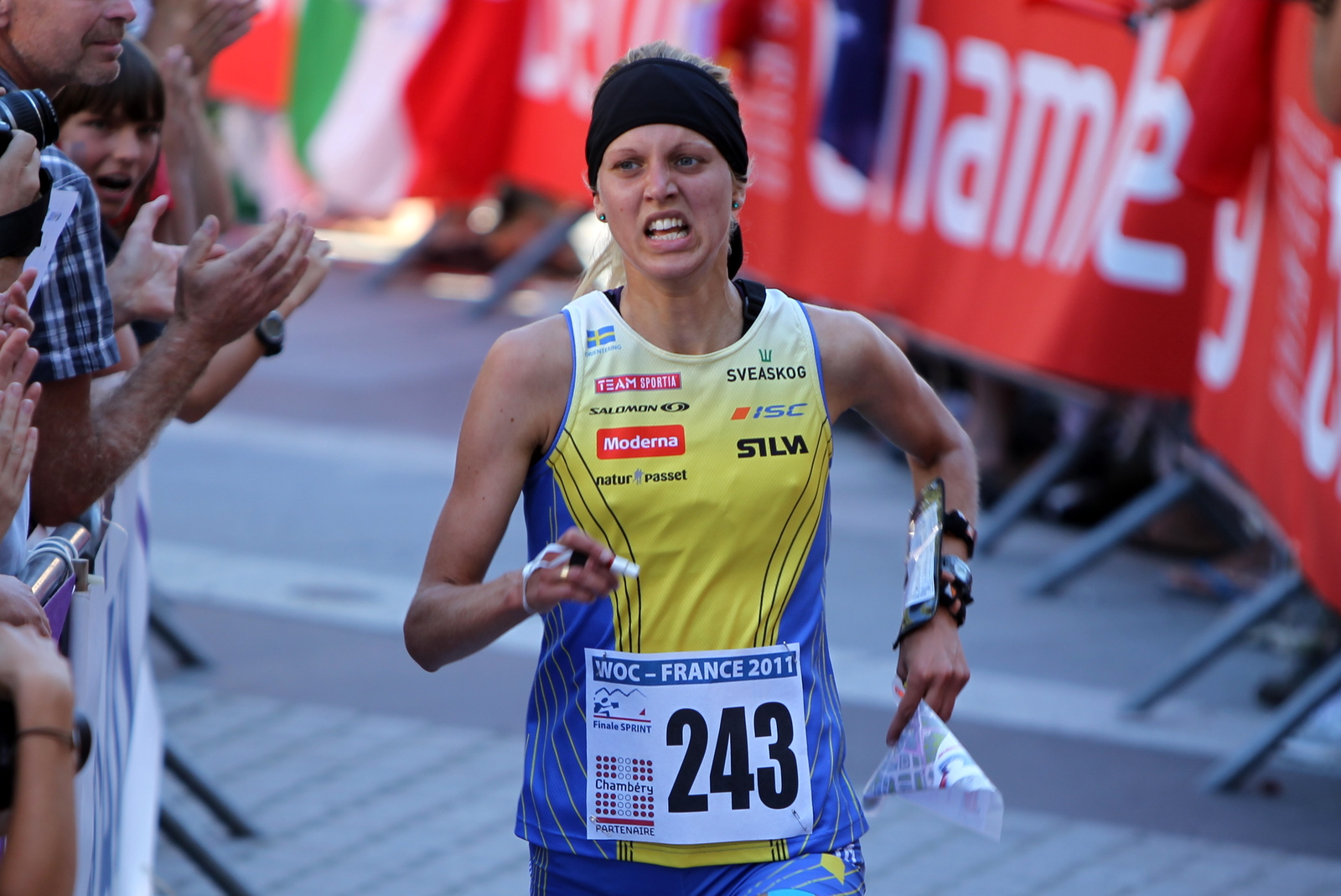
Zwyciężczyni sprintu Szwedka Linnea Gustafsson.

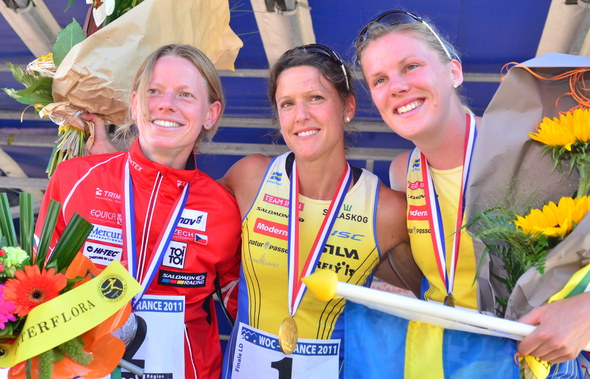
Zwyciężczynie biegu na dystansie długim (od lewej): Czeszka Dana Brožková oraz Szwedki Annika Billstam i Helena Jansson.

| Sprint                                                               | Sprint  | Sprint            | Sprint  |
| -------------------------------------------------------------------- | ------- | ----------------- | ------- |
| Parametry trasy: 2,5 km, 20 punktów kontrolnych, 25 m przewyższenia. |         |                   |         |
| Miejsce                                                              | Kraj    | Imię i nazwisko   | Czas    |
| 01 !                                                                 | Szwecja | Linnea Gustafsson | 13:14,3 |
| 02 !                                                                 | Szwecja | Helena Jansson    | 13:22,7 |
| 03 !                                                                 | Szwecja | Lena Eliasson     | 13:28,5 |

#### Średni dystans

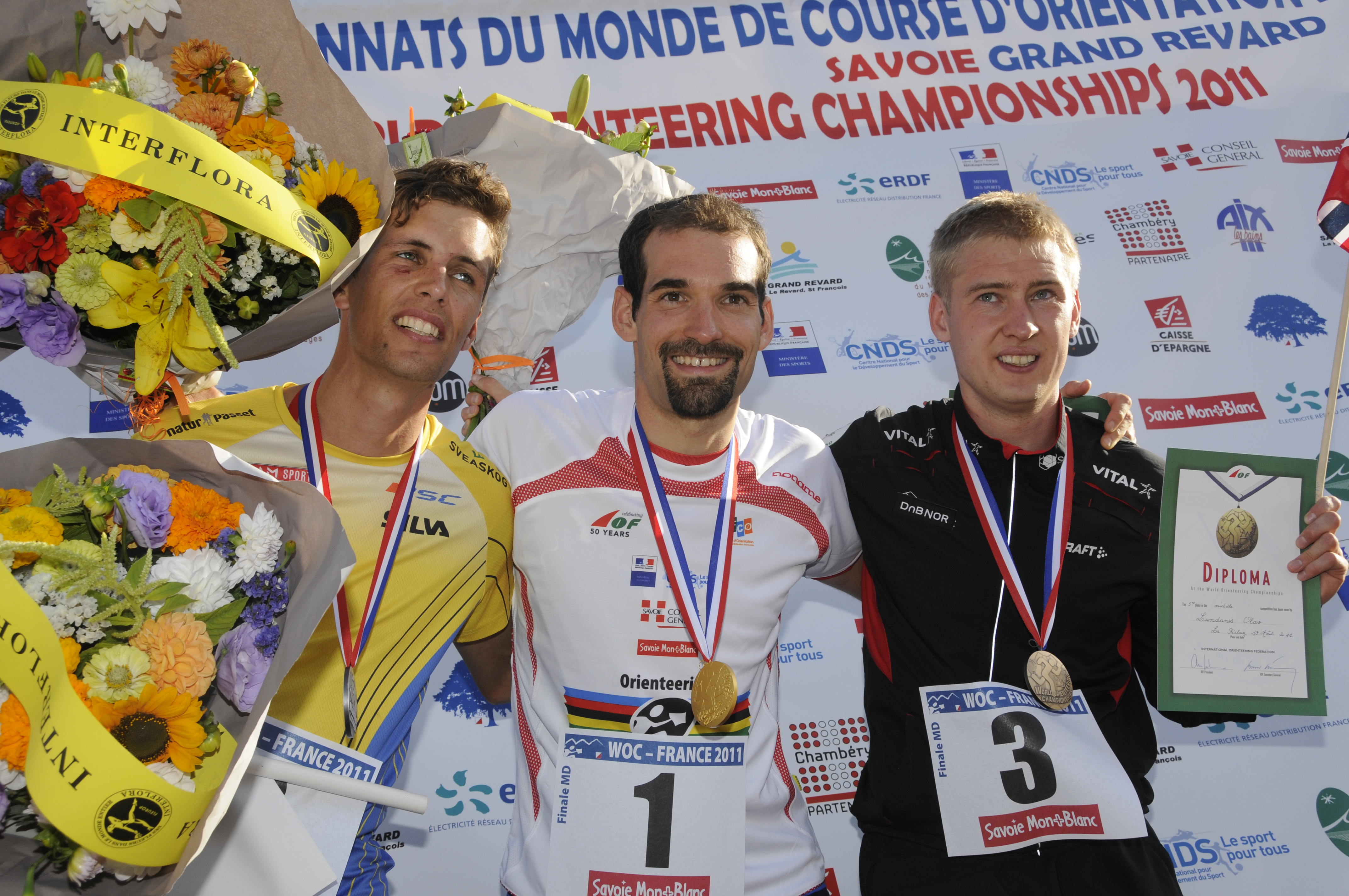
Medaliści na średnim dystansie (od lewej): Peter Öberg, Thierry Gueorgiou i Olav Lundanes.

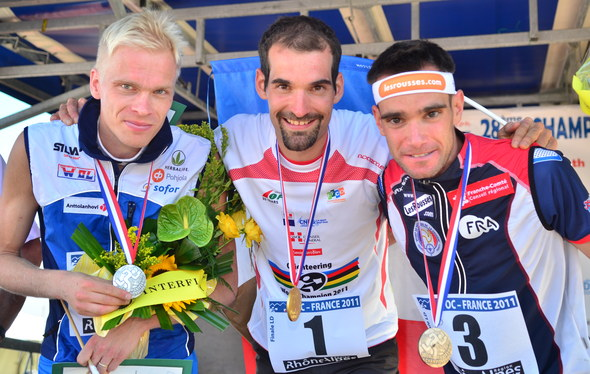
Medaliści na długim dystansie (od lewej): Fin Pasi Ikonen, Francuzi Thierry Gueorgiou i François Gonon.

| Średni dystans                                                        | Średni dystans | Średni dystans  | Średni dystans |
| --------------------------------------------------------------------- | -------------- | --------------- | -------------- |
| Parametry trasy: 3,8 km, 16 punktów kontrolnych, 260 m przewyższenia. |                |                 |                |
| Miejsce                                                               | Kraj           | Imię i nazwisko | Czas           |
| 01 !                                                                  | Szwecja        | Helena Jansson  | 33:10          |
| 02 !                                                                  | Dania          | Ida Bobach      | 34:26          |
| 03 !                                                                  | Szwajcaria     | Judith Wyder    | 35:11          |

#### Długi dystans
| Długi dystans                                                          | Długi dystans | Długi dystans   | Długi dystans |
| ---------------------------------------------------------------------- | ------------- | --------------- | ------------- |
| Parametry trasy: 10,3 km, 21 punktów kontrolnych, 445 m przewyższenia. |               |                 |               |
| Miejsce                                                                | Kraj          | Imię i nazwisko | Czas          |
| 01 !                                                                   | Szwecja       | Annika Billstam | 1:22:26       |
| 02 !                                                                   | Czechy        | Dana Brožková   | 1:26:54       |
| 03 !                                                                   | Szwecja       | Helena Jansson  | 1:29:55       |

#### Sztafety
| Sztafety | Sztafety  | Sztafety                                                   | Sztafety |
| --- | --------- | ---------------------------------------------------------- | -------- |
| I zmiana: 3,9 km, 15 punktów kontrolnych, 195 m przewyższenia; II zmiana: 3,9 km, 15 punktów kontrolnych, 195 m przewyższenia; III zmiana: 4,2 km, 21 punktów kontrolnych, 200 m przewyższenia. |           |                                                            |          |
| Miejsce | Kraj      | Imię i nazwisko                                            | Czas     |
| 01 ! | Finlandia | 1. Anni-Maija Fincke 2. Merja Rantanen 3. Minna Kauppi     | 1:42:42  |
| 02 ! | Czechy    | 1. Martina Zverinova 2. Eva Jurenikova 3. Dana Brozkova    | 1:42:43  |
| 03 ! | Szwecja   | 1. Helena Jansson 2. Tove Alexandersson 3. Annika Billstam | 1:42:44  |

### Mężczyźni

#### Sprint
| Sprint                                                               | Sprint     | Sprint          | Sprint  |
| -------------------------------------------------------------------- | ---------- | --------------- | ------- |
| Parametry trasy: 2,5 km, 20 punktów kontrolnych, 25 m przewyższenia. |            |                 |         |
| Miejsce                                                              | Kraj       | Imię i nazwisko | Czas    |
| 01 !                                                                 | Szwajcaria | Daniel Hubmann  | 13:11,8 |
| 02 !                                                                 | Szwecja    | Anders Holmberg | 13:37,8 |
| 03 !                                                                 | Szwajcaria | Matthias Müller | 13:41,2 |

#### Średni dystans
| Średni dystans                                                        | Średni dystans | Średni dystans    | Średni dystans |
| --------------------------------------------------------------------- | -------------- | ----------------- | -------------- |
| Parametry trasy: 5,4 km, 21 punktów kontrolnych, 315 m przewyższenia. |                |                   |                |
| Miejsce                                                               | Kraj           | Imię i nazwisko   | Czas           |
| 01 !                                                                  | Francja        | Thierry Gueorgiou | 34:38          |
| 02 !                                                                  | Szwecja        | Peter Öberg       | 36:59          |
| 03 !                                                                  | Norwegia       | Olav Lundanes     | 37:01          |

#### Długi dystans
| Długi dystans                                                          | Długi dystans | Długi dystans     | Długi dystans |
| ---------------------------------------------------------------------- | ------------- | ----------------- | ------------- |
| Parametry trasy: 15,8 km, 31 punktów kontrolnych, 690 m przewyższenia. |               |                   |               |
| Miejsce                                                                | Kraj          | Imię i nazwisko   | Czas          |
| 01 !                                                                   | Francja       | Thierry Gueorgiou | 1:47:29       |
| 02 !                                                                   | Finlandia     | Pasi Ikonen       | 1:51:56       |
| 03 !                                                                   | Francja       | François Gonon    | 1:53:35       |

#### Sztafety
| Sztafety | Sztafety   | Sztafety                                                                   | Sztafety |
| --- | ---------- | -------------------------------------------------------------------------- | -------- |
| I zmiana: 5,4 km, 17 punktów kontrolnych, 240 m przewyższenia; II zmiana: 5,4 km, 17 punktów kontrolnych, 240 m przewyższenia; III zmiana: 5,8 km, 1 punktów kontrolnych, 250 m przewyższenia. |            |                                                                            |          |
| Miejsce | Kraj       | Imię i nazwisko                                                            | Czas     |
| 01 ! | Rosja      | 1. Andrey Khramov 29:00 2. Dmitry Tsvetkov 51:36 3. Valentin Novikov 49:15 | 2:09:51  |
| 02 ! | Norwegia   | 1. Carl Waaler Kaas 29:08 2. Audun Weltzien 51:42 3. Olav Lundanes 49:44   | 2:10:34  |
| 03 ! | Szwajcaria | 1. Daniel Hubmann 29:11 2. Matthias Müller 51:30 3. Matthias Merz 50:22    | 2:11:03  |

## Klasyfikacja medalowa
* Gospodarz zawodów został zaznaczony tym kolorem.
| Miejsce           | Państwo           | Złote | Srebrne | Brązowe | Razem |
| ----------------- | ----------------- | ----- | ------- | ------- | ----- |
| 1                 | Szwecja           | 3     | 3       | 4       | 10    |
| 2                 | Francja *         | 3     | 0       | 1       | 4     |
| 3                 | Finlandia         | 1     | 1       | 0       | 2     |
| 4                 | Szwajcaria        | 1     | 0       | 2       | 3     |
| 5                 | Czechy            | 0     | 2       | 0       | 2     |
| 6                 | Norwegia          | 0     | 1       | 1       | 2     |
| 7                 | Dania             | 0     | 1       | 0       | 1     |
| Ogółem (7 państw) | Ogółem (7 państw) | 8     | 8       | 8       | 24    |